# Gransätra
Gransätra är en by i Harbo socken, Heby kommun i nuvarande Uppsala län.
Byn omtalas första gången 1312 då tre bönder i byn upptas i markgäldsförteckningen. Byn har dock troligen forntida anor, 150 meter norr om nuvarande byn finns ett gravfält. Torpet Sjöholmen, omnämns som en utäga till Gransätra redan 1371. Gransätra upptas 1541 i jordeboken som 2 mantal frälse, och, ägs då av en Olof skrivare. Av allt att döma har Gransätra tidigare tillhört en medeltida lågfrälseätt. 1586 tillhörde Gransätragårdarna hovrådet Arvid Gustafsson Stenbock. Genom hans stöd till Sigismund drogs gårdarna in till kronan, men återlämandes senare till ättlingarna, då de var hans hustrus, Karin Månsdotter (Liljeörn)s gods. Gårdarna kom senare att innehas bland annat av släkterna Gyllenstierna, Skytte, Cronström, Frölich och Tigerhielm.
På Gransätras ägor fanns förutom omnämnda Sjöholmen torpen Mellanbo, Hultens och Fogdebo. Slaggrester från myrmalmsugnar har påträffats på ett flertal platser på byns ägor. På 1850-talet skedde malmbrytning från ett öppet schakt i närheten av byn. Byn hade sina fäbodar vid Vidavallen, tillsammans med byn Vida. Fäboden var i bruk fram till 1890-talet.
År 1940 upptar mantalslängden 22 boende i byn, 1981 bodde 23 personer i byn.